# 陆锡熊
陸錫熊（1734年—1792年），字健男，號耳山，晚號淞南老人，江蘇上海（今上海市）人，清朝政治人物，進士出身。陆深从七世孙。
其父陸秉笏。博學強記，乾隆二十六年（1761年）進士，授內閣中書，累遷刑部郎中。後與紀昀、孫士毅和陸費墀同為《四庫全書》總纂官。官至左副都御史，出督福建學政。
乾隆五十二年（1787年）清廷發現《四庫全書》中有詆毀朝廷字句的書籍，乾隆帝大怒，令陸錫熊和紀昀負責重新修正，並由兩人分攤費用。乾隆五十七年（1792年）正月，時陸錫熊已心力交瘁，最終死於重校東北文溯閣《四庫全書》的路上。編有《契丹國志》、《勝朝殉節諸臣錄》等書。

## 延伸阅读
[在维基数据编辑]
 《清史稿·卷320》，出自趙爾巽《清史稿》

## 外部連結
- 陆锡熊 （页面存档备份，存于） 中研院史語所

| 官衔          | 官衔                                                      | 官衔          |
| ------------- | --------------------------------------------------------- | ------------- |
| 前任： 吳玉綸 | 提督福建學政 乾隆五十一年九月初一辛未（1786年10月22日）任 | 繼任： 劉躍雲 |